# Jacob Fischer Trio feat. Svend Asmussen
Jacob Fischer Trio feat. Svend Asmussen är ett musikalbum från 2008 av Jacob Fischer Trio med Svend Asmussen som gästartist på sex av spåren. Asmussen var vid inspelningen 92 år.

## Låtlista
1. I Let a Song Go Out of My Heart (Duke Ellington) – 4:36
2. September Song (Kurt Weill) – 3:17
3. Banks (Jacob Fischer/Hugo Fischer) – 5:14
4. Skylark (Hoagy Carmichael/Johnny Mercer) – 4:48
5. Uncle Bucket (Jacob Fischer/Hugo Fischer) – 3:54
6. Nature Boy (Eden Ahbez) – 3:10
7. You and the Night and the Music (Arthur Schwartz/Howard Dietz) – 5:19
8. When You Wish Upon a Star (Leigh Harline/Ned Washington) – 5:18
9. Louis Blue Saint (Jacob Fischer/Hugo Fischer) – 4:13
10. Secret Love (Sammy Fain/Paul Francis Webster) – 5:34
11. Once I Loved (Antônio Carlos Jobim) – 5:12
12. Among Trees (Jacob Fischer/Hugo Fischer) – 5:08
13. Latino (Jacob Fischer/Hugo Fischer) – 3:56
14. My Romance (Richard Rodgers) – 2:55
15. Out of the Past (Benny Golson) – 4:11
16. It's Only a Paper Moon (Harold Arlen/E.Y. Harburg/Billy Rose) – 3:42
17. Goodbye (Gordon Jenkins) – 4:54

## Medverkande
- Jacob Fischer – gitarr
- Hugo Rasmussen – bas
- Janus Templeton – trummor (spår 1–3, 5–17)
- Svend Asmussen – violin (spår 2, 4, 6, 9, 15, 17)